# Mistrzostwa Europy w Pływaniu 1927 – 400 m stylem dowolnym kobiet
Pływanie na 400 metrów stylem dowolnym kobiet było jedną z konkurencji pływackich rozgrywanych na Mistrzostwach Europy w Pływaniu w Bolonii. Znane są jedynie wyniki wyścigu finałowego. Tytuł mistrzyni starego kontynentu zdobyła reprezentantka Holandii Marie Braun, wicemistrzostwo zdobyła Brytyjka Marion Laverty, zaś brązowy medal reprezentantka Austrii Friederike Löwy.

## Finał
| Pozycja | Zawodnik          | Czas   |
| ------- | ----------------- | ------ |
|         | Marie Braun       | 6:11,8 |
|         | Marion Laverty    | 6:13,6 |
|         | Friederike Löwy   | 6:21,0 |
| 4       | Irene Erkens      | 6:27,8 |
| 5       | Marguerite Ledoux | 6:42,0 |